# Fernando Medina Isabel
Fernando Medina Isabel (Toledo, 28 de abril de 1929-Madrid, 1 de junio de 2017) fue un meteorólogo español, célebre por sus apariciones en televisión.

## Biografía
La meteorología llamó a su puerta gracias a su hermano Mariano Medina, que fue quien le animó a prepararse la oposición para ingresar como ayudante de Meteorología del Servicio Meteorológico Nacional (SMN). Su primer destino fue la base aérea de Villafría, en Burgos. Corrían los años 60. Allí en Burgos, empezó a colaborar en la prensa y también intervenía a veces en una emisora local de radio, labor que compaginaba con la docencia, dando clases a los alumnos que hacían en Villafría la antigua Milicia Aérea Universitaria (MAU).
En 1964, la dirección de TVE decidió emitir desde los estudios de Paseo de La Habana, en Madrid, un espacio del tiempo los domingos por la mañana, justo antes de la misa televisada. Mariano Medina propuso que su hermano fuese el encargado de conducir ese espacio. La propuesta fue admitida e inició su andadura televisiva en 1965, año en que apareció el UHF (la segunda cadena de TVE, actualmente La 2). Compaginó sus intervenciones dominicales en televisión con su trabajo en Burgos, y algo más adelante, fue apareciendo también en los espacios del tiempo de otras franjas horarias, tanto en días laborables como los fines de semana, sustituyendo a su hermano Mariano y a Eugenio Martín Rubio en períodos vacacionales y libranzas. 
Su presencia creciente en la pequeña pantalla le fue convirtiendo en un personaje popular, lo mismo que les ocurrió al resto de sus compañeros meteorólogos. Hasta la llegada de las televisiones privadas –a principios de los 90– la única televisión que podía verse en España era TVE, por lo que aquellos espacios del tiempo llegaban a las casas de todo aquel que tuviese televisión, lo que suma muchos millones de televidentes. También empezó a intervenir en RNE, Radio Madrid o Radio Popular (la actual COPE y prensa). Su etapa en TVE duró hasta 1984, año en que se aprobó la Ley de Incompatibilidades del Personal al Servicio de las Administraciones Públicas (Ley 53/84), lo que forzó su salida, junto a la de su hermano Mariano y Pilar Sanjurjo. 
En los últimos dos años de vida, su estado de salud fue empeorando, particularmente crítico durante sus últimos meses, hasta que finalmente falleció el 1 de junio de 2017, dejando once hijos y diecisiete nietos.